# Enargia sia
Enargia sia är en fjärilsart som beskrevs av Embrik Strand 1921. Enargia sia ingår i släktet Enargia och familjen nattflyn. Inga underarter finns listade i Catalogue of Life.